# Associazione Sportiva Latina 1932 1986-1987
Questa voce raccoglie le informazioni riguardanti l'Associazione Sportiva Latina 1932 nelle competizioni ufficiali della stagione 1986-1987.

## Rosa
| N. |                   | Ruolo | Calciatore          |  |
| -- | ----------------- | ----- | ------------------- |  |
|    | Italia (bandiera) | C     | Francesco Antenucci |  |
|    | Italia (bandiera) | D     | Eugenio Atzori      |  |
|    | Italia (bandiera) | D     | Luca Cruciani       |  |
|    | Italia (bandiera) | C     | Pietro Di Trapano   |  |
|    | Italia (bandiera) | A     | Vittorio D'Onofrio  |  |
|    | Italia (bandiera) | C     | Paolo Doto          |  |
|    | Italia (bandiera) | A     | Giancarlo Drago     |  |
|    | Italia (bandiera) | C     | Giuliano Duranti    |  |
|    | Italia (bandiera) | D     | Mauro Ionni         |  |
|    | Italia (bandiera) | C     | Enzo Lombardozzi    |  |

| N. |                   | Ruolo | Calciatore            |
| -- | ----------------- | ----- | --------------------- |
|    | Italia (bandiera) | A     | Gianfranco Mannarelli |
|    | Italia (bandiera) | P     | Antonio Montecalvo    |
|    | Italia (bandiera) | D     | Gian Piero Morgagni   |
|    | Italia (bandiera) | A     | Oscar Nicodemo        |
|    | Italia (bandiera) | D     | Sandro Paolucci       |
|    | Italia (bandiera) | A     | Luca Piochi           |
|    | Italia (bandiera) | C     | Giacomo Polidori      |
|    | Italia (bandiera) | D     | Maurizio Sacchi       |
|    | Italia (bandiera) | C     | Pasquale Salerno      |

## Risultati

### Campionato

#### Girone di andata
| 21 settembre 1986 1ª giornata | Latina | 0 – 1 | Rende |  |

| 28 settembre 1986 2ª giornata | Afragolese | 2 – 2 | Latina |  |

| 5 ottobre 1986 3ª giornata | Latina | 1 – 0 | Ischia Isolaverde |  |

| 12 ottobre 1986 4ª giornata | Latina | 1 – 0 | Giarre |  |

| 19 ottobre 1986 5ª giornata | Lodigiani | 2 – 2 | Latina |  |

| 26 ottobre 1986 6ª giornata | Latina | 1 – 0 | Turris |  |

| 2 novembre 1986 7ª giornata | Juventus Stabia | 0 – 0 | Latina |  |

| 9 novembre 1986 8ª giornata | Latina | 0 – 0 | Pro Cisterna |  |

| 16 novembre 1986 9ª giornata | Paganese | 0 – 0 | Latina |  |

| 23 novembre 1986 10ª giornata | Latina | 3 – 2 | Nissa |  |

| 30 novembre 1986 11ª giornata | Siracusa | 1 – 1 | Latina |  |

| 7 dicembre 1986 12ª giornata | Latina | 3 – 1 | Ercolanese |  |

| 14 dicembre 1986 13ª giornata | Trapani | 2 – 0 | Latina |  |

| 21 dicembre 1986 14ª giornata | Latina | 1 – 1 | Frosinone |  |

| 4 gennaio 1987 15ª giornata | Valdiano 85 | 0 – 0 | Latina |  |

| 11 gennaio 1987 16ª giornata | Latina | 2 – 2 | Nola |  |

| 18 gennaio 1987 17ª giornata | Cavese | 1 – 0 | Latina |  |

#### Girone di ritorno
| 25 gennaio 1987 18ª giornata | Rende | 1 – 0 | Latina |  |

| 1º febbraio 1987 19ª giornata | Latina | 1 – 0 | Afragolese |  |

| 8 febbraio 1987 20ª giornata | Ischia Isolaverde | 0 – 0 | Latina |  |

| 15 febbraio 1987 21ª giornata | Giarre | 2 – 0 | Latina |  |

| 22 febbraio 1987 22ª giornata | Latina | 2 – 0 | Lodigiani |  |

| 1º marzo 1987 23ª giornata | Turris | 1 – 1 | Latina |  |

| 8 marzo 1987 24ª giornata | Latina | 2 – 0 | Juventus Stabia |  |

| 15 marzo 1987 25ª giornata | Pro Cisterna | 0 – 2 | Latina |  |

| 29 marzo 1987 26ª giornata | Latina | 2 – 1 | Paganese |  |

| 5 aprile 1987 27ª giornata | Nissa | 2 – 0 | Latina |  |

| 18 aprile 1987 28ª giornata | Latina | 1 – 0 | Siracusa |  |

| 26 aprile 1987 29ª giornata | Ercolanese | 1 – 1 | Latina |  |

| 3 maggio 1987 30ª giornata | Latina | 2 – 0 | Trapani |  |

| 17 maggio 1987 31ª giornata | Frosinone | 3 – 0 | Latina |  |

| 24 maggio 1987 32ª giornata | Latina | 2 – 1 | Valdiano 85 |  |

| 31 maggio 1987 33ª giornata | Nola | 1 – 2 | Latina |  |

| 7 giugno 1987 34ª giornata | Latina | 1 – 0 | Cavese |  |